# Ninjago: Verbotenes Spinjitzu
Verbotenes Spinjitzu (Originaltitel Secrets of the Forbidden Spinjitzu) ist die elfte Staffel der computeranimierten Fernsehserie Ninjago (Vor Staffel 11 Ninjago: Meister des Spinjitzu). Die Serie wurde von Michael Hegner und Tommy Andreasen entwickelt. Die Staffel, die nach Rückkehr der Oni spielt, wurde in Deutschland vom 19. Juli 2019 bis zum 8. Dezember 2019 ausgestrahlt.
Die elfte Staffel brachte große Veränderung in die Serie. Seit der elften Staffel wird die Serie von WildBrain Studios in Kanada animiert und der Nebentitel Meister des Spinjitzu wurde entfernt. Die Laufzeit pro Folge wurde zusätzlich von 22 auf 11 Minuten reduziert. In der elften Staffel wurden auch neue Segmente im 2D-Anime-Stil eingesetzt, um der Serie neue Kreativität zu verleihen.
Verbotenes Spinjitzu ist in zwei Teile aufgeteilt, übersetzt Das Feuerkapitel und Das Eiskapitel, die jeweils 15 Folgen enthalten. Beide Hälften folgen jeweils einer eigenen Handlung, die sich zu einer ganzen Storyline zusammenfügen. Das Feuerkapitel konzentriert sich auf die Bedrohung durch eine neue Antagonistin namens Aspheera und ihre Armee von Feuer-Schlangen. In dieser Staffel wird eine neue Kraft namens „Verbotenes Spinjitzu“ eingeführt, die sowohl von Aspheera als auch von den Ninja eingesetzt werden kann. Mit Verbotenes Spinjitzu wird auch die Figur Kevin Kiesel in das Ninjago-Universum eingeführt, die bereits als Lego-Figur aus dem Animationsfilm Lego: Die Abenteuer von Clutch Powers aus 2010 bekannt war. Die erste Hälfte der Staffel endet mit einem Cliffhanger, in dem Zane in einer anderen Welt verschollen ist und die Ninja beschließen, quer durch die Welten zu reisen, um ihn zu finden. Das Eiskapitel setzt die Geschichte aus der ersten Hälfte der Staffel fort. Es stellt eines der 16 fiktiven Welten im Ninjago-Universum vor, das Niemandsland, und erzählt die Geschichte der Ninja und ihrer Suche nach Zane.

## Synchronisation (Hauptcharaktere)
| Figur              | Originalsprecher                                                 | Deutscher Sprecher   |
| ------------------ | ---------------------------------------------------------------- | -------------------- |
| Lloyd Garmadon     | Sam Vincent                                                      | Christian Zeiger     |
| Kai                | Vincent Tong                                                     | Wanja Gerick         |
| Jay                | Michael Adamthwaite                                              | Sebastian Kluckert   |
| Zane/Der Eiskaiser | Brent Miller (als Eiskaiser unter dem Pseudonym Graeme Pailsade) | Robin Kahnmeyer      |
| Cole               | Kirby Morrow                                                     | Dirk Stollberg       |
| Nya                | Kelly Metzger                                                    | Magdalena Turba      |
| Meister Wu         | Paul Dobson                                                      | Reinhard Scheunemann |
| … als Kind (11.11) | Madyx Whiteway                                                   | Luisa Wietzorek      |
| P.I.X.A.L.         | Jennifer Hayward                                                 | Claudia Gáldy        |
| Aspheera           | Pauline Newstone                                                 | Gundi Eberhard       |
| Akita              | Tabitha St. Germain                                              | Nicole Hannak        |

## Produktion

### Animation
Ab der elften Staffel wurde die Animation der Serie in Kanada von WildBrain Studios produziert, nachdem sie zuvor von Wil Film ApS in Dänemark animiert worden war.
Verbotenes Spinjitzu war die erste Staffel der Ninjago-Reihe, in der Animationsstile zwischen einem 2D- und einem 3D-Animationsformat gemischt wurden. In dieser Staffel werden Abschnitte im Stil von 2D-Animationen ohne Lego-Minifiguren in die Show integriert. Diese Änderungen wurden auf der San Diego Comic Con 2019 von Jason Cosler und Robert May von Lego angekündigt. Der Co-Produzent Tommy Andreasen bestätigte die Änderungen auf Twitter und erklärte: „Um es klarzustellen, die Ninjago-Serie wird immer noch auf 3D-Minifiguren basieren... aber hin und wieder, wenn die Geschichte es motiviert, werden wir Episoden in verschiedenen Stilen machen. Ninjago ist ein Spielplatz für Kreativität und Spaß.“

### Format
Die elfte Staffel brachte bedeutende Änderungen im Format der Serie mit sich. Der Nebentitel Masters of Spinjitzu wurde gestrichen, so dass die Serie einfach Ninjago genannt wurde. Das neue Format beinhaltete auch eine Änderung der langjährigen Episodenlaufzeit von 22 Minuten auf 11 Minuten. Die Verkürzung auf 11 Minuten führte zu einem schnelleren Tempo der Handlung. Bragi Schut setzte die Serie als Autor fort, nachdem er die ursprünglichen Autoren Dan Hageman und Kevin Hageman in der zehnten Staffel ersetzt hatte. Mit der Ankündigung dieser Änderung erklärte Lego: „Die kommende TV-Staffel wird 30 Episoden zu je 11 Minuten umfassen und damit das bisher größte Abenteuer der Ninjas. Die Staffel setzt kurz nach „Rückkehr der Oni“ ein und bleibt der Storyline und den Figuren treu. Dies ist weder ein Reboot noch ein Spin-Off, sondern lediglich ein brandneues Abenteuer. Ein Neuanfang hilft neuen Zuschauern, die Magie von Ninjago zu entdecken, ohne viel über die vorherigen 100 Episoden zu wissen.“ In der Ankündigung heißt es weiter: „Während das erste Kapitel stark an ein 22-minütiges serielles TV-Format gebunden war, wird das nächste Kapitel nicht an ein bestimmtes Format gebunden sein. Die 11-minütigen Episoden bieten neue und kreative Möglichkeiten für die Erzählung der Geschichte. Außerdem wird dieses neue Kapitel mit dem Wachstum von spannenden Story-Formaten wie Comics, In-World-Büchern usw., die das Ninjago-Universum erweitern, noch experimentierfreudiger und kreativer sein.“ Vor allem die Änderung der Episodenlaufzeit sorgte bei den Fans der Serie für Unruhe. Co-Entwickler Tommy Andreasen erklärte, dass das 11-Minuten-Format „eine Möglichkeit für die Sender war, die Sendung einfacher zu gestalten.“ Er kommentierte auch: „Wenn man einmal mit 11 Minuten arbeitet, ist es nicht mehr dieselbe Idee, die auf zwei 11 Minuten ausgedehnt wird. Jetzt ist es in jeder Folge eine neue Idee, und das macht einen wirklich risikofreudig und frisch - und in der Lage, Geschichten sehr effizient zu erzählen... Wenn es etwas gibt, das ich mir für die Ninjago-Fernsehserie wünsche, dann ist es dieser kreative Spielplatz, bei dem man nie genau weiß, was man erwarten kann.“

## Erscheinung
Der erste 60-sekündige Teaser-Trailer für die Staffel wurde am 26. Mai 2019 auf dem Lego YouTube-Kanal veröffentlicht. Ein Trailer für Das Eiskapitel wurde später am 6. September 2019 auf dem Lego YouTube-Kanal veröffentlicht, um die zweite Hälfte der Staffel zu bewerben. Die Staffelpremiere erfolgte in Deutschland am 19. Juli 2019 mit den ersten 4 Folgen der Staffel auf Kividoo. Die folgenden Folgen des Feuerkapitels erschienen innerhalb der nächsten 2 Monate, bis am 27. September 2019 ebenfalls auf Kividoo die letzte Folge des Kapitels namens Meister Wus Entscheidung veröffentlicht wurde. Das Eiskapitel erschien nur eine Woche darauf am 4. Oktober 2019 mit der Folge Das Niemandsland auf Kividoo. Die letzte Folge namens Zanes Erwachen erschien am 8. Dezember 2019 auf Super RTL.

## Handlung

### Das Feuerkapitel
Nachdem sie die Oni besiegt haben, sind die Ninja faul und aus der Form geraten. Sie beschließen, sich auf die Suche nach einer neuen Bedrohung zu machen, aber in Ninjago herrscht nicht als Frieden. Sie finden ihre nächste Aufgabe, als Kevin Kiesel eine alte Pyramide entdeckt. Das Grab ist ein Gefängnis für eine Schlangenkönigin namens Aspheera, die von den Ninja unbeabsichtigt freigelassen wird. Sie stiehlt Kais Kräfte und benutzt sie, um ihre Armee von Feuerschlangen wiederzubeleben, mit dem Ziel, Ninjago zu erobern und sich an dem „Verräter“ zu rächen. Die Ninja sind in der Pyramide gefangen, werden aber von P.I.X.A.L. gerettet. Sie erfahren von den Schriftrollen des Verbotenen Spinjitzu, die dem Benutzer große Kräfte verleihen, von ihm aber auch Besitz ergreifen können. Wu gibt schließlich zu, dass er der „Verräter“ ist, und erklärt, dass er sich mit Aspheera angefreundet und ihr Spinjitzu beigebracht hat, sie es aber zum Bösen benutzt hat, indem sie die Schlangen übernommen hat, und somit Meister Wus Versprechen gebrochen hat. Daraufhin waren Wu und Garmadon gezwungen, Aspheera mit dem Verbotenen Spinjitzu zu besiegen und sie in der Pyramide einzusperren. Nachdem Aspheera eine der Schriftrollen aus dem Museum gestohlen hat, suchen die Ninja im Club der Entdecker nach der anderen, während Aspheera das Kloster des Spinjitzu angreift. Die Ninja besiegen Aspheera, aber Zane wird von der Macht der Schriftrolle getroffen und ins Niemandsland verbannt. Wu meldet sich freiwillig, um Zane zu retten, aber die Ninja fesseln ihn und gehen stattdessen, bevor Wu sie warnen kann, dass es keinen Weg zurück gibt.

### Das Eiskapitel
Die Ninja erreichen das Niemandsland und kommen in einem Dorf an, wo sie die Älteste, Sorla, treffen und den Einheimischen helfen, die vom Eiskaiser und seinem Berater, Vex, angeführten Eis-Samurai abzuwehren. Die Ninja glauben, dass Zane vom Eiskaiser gefangen genommen wurde und beschließen, im Dorf zu bleiben, wo Kai versucht, seine Kräfte wiederzuerlangen. Cole macht sich auf die Suche nach dem Baum der Reisenden, um Blätter für den Tee der Reisenden zu sammeln, damit sie nach Hause zurückkehren können. Er freundet sich mit Krag, dem letzten überlebenden Yeti, an, und Lloyd macht sich auf die Suche nach Zanes Mech. Unterwegs freundet sich Lloyd mit einem Gestaltwandler namens Akita an, die sich in einen Wolf verwandeln kann und sich am Eiskaiser rächen will, weil er ihr Volk eingefroren hat. In der Zwischenzeit wird das Dorf von dem vom Eiskaiser geschaffenen Drachen Boreal angegriffen, was die verbliebenen Ninja zur Flucht und zur Fortsetzung ihrer Reise zwingt. Lloyd und Akita werden später von Boreal angegriffen, der Lloyd entführt und ihn zum Eiskaiser bringt, der sich als Zane herausstellt, der von der verbotenen Schriftrolle kontrolliert wird. Nachdem er Jahrzehnte in der Vergangenheit ins Niemandsland transportiert wurde, verlor er sein Gedächtnis und wurde von Vex manipuliert, einem Gestaltwandler, der sich an seinem Volk rächen wollte. Zane wurde vorgegaukelt, er sei der Eiskaiser, und die beiden entthronten daraufhin den Herrscher der Welt, Grimfax. Zane benutzte die Schriftrolle des Verbotenen Spinjitzu, um Grimfax' Krieger zu seinen Eis-Samurai zu verwandeln. Lloyd wird in eine Zelle gesperrt und trifft auf Akitas Bruder Kataru. Sie schließen sich mit Grimfax zusammen, um Zane zu entthronen und das Niemandsland zu befreien. Kai gewinnt seine Kräfte zurück und vernichtet Boreal, und Zane gewinnt seine Erinnerungen zurück, nachdem Vex versucht hat, Lloyd zu vernichten. Zane vernichtet sein Zepter, wodurch der Frieden im Niemandsland wiederhergestellt wird. Grimfax erhält seinen Thron zurück, Vex wird für seine Verbrechen verbannt, und die Ninja kehren nach Ninjago zurück.

## Episoden
| Nr. (ges.) | Nr. (St.) | Deutscher Titel                                                      | Originaltitel                      | Regie           | Drehbuch                        | Premiere USA  | Dt. Premiere D |
| ---------- | --------- | -------------------------------------------------------------------- | ---------------------------------- | --------------- | ------------------------------- | ------------- | -------------- |
| 99         | 1         | Faule Ninja (Alternativ: Verschwendetes Potenzial)                   | Wasted True Potential              | Wade Cross      | Bragi Schut                     | 22. Juni 2019 | 28. Juli 2019  |
| 100        | 2         | Nichts los in Ninjago (Alternativ: Das Suchen nach Abenteuern)       | Questing for Quests                | Daniel Ife      | Bragi Schut                     | 22. Juni 2019 | 28. Juli 2019  |
| 101        | 3         | Ein sandiger Start (Alternativ: Aller Anfang ist schwer)             | A Rocky Start                      | Shane Poettcker | Bragi Schut                     | 29. Juni 2019 | 4. Aug. 2019   |
| 102        | 4         | Gestrandet in der Wüste (Alternativ: Der Auftritt des Käfers)        | The Belly of the Beast             | Wade Cross      | Bragi Schut                     | 29. Juni 2019 | 4. Aug. 2019   |
| 103        | 5         | Rätsel in der Pyramide (Alternativ: Fallen und wie man sie überlebt) | Boobytraps and How to Survive Them | Daniel Ife      | Bragi Schut                     | 6. Juli 2019  | 11. Aug. 2019  |
| 104        | 6         | Der mutige Zeitungsjunge (Alternativ: Die Nachrichten ruhen nie!)    | The News Never Sleeps              | Shane Poettcker | Bragi Schut                     | 6. Juli 2019  | 11. Aug. 2019  |
| 105        | 7         | Ninja gegen Lava                                                     | Ninja vs Lava                      | Wade Cross      | Kevin Burke & Chris „Doc“ Wyatt | 13. Juli 2019 | 18. Aug. 2019  |
| 106        | 8         | Schlangastrophe                                                      | Snaketastrophy                     | Daniel Ife      | Kevin Burke & Chris „Doc“ Wyatt | 13. Juli 2019 | 18. Aug. 2019  |
| 107        | 9         | Die verbotene Schriftrolle                                           | Powerless                          | Shane Poettcker | Kevin Burke & Chris „Doc“ Wyatt | 20. Juli 2019 | 25. Aug. 2019  |
| 108        | 10        | Schlangen-Geschichte                                                 | Ancient History                    | Wade Cross      | Bragi Schut                     | 20. Juli 2019 | 25. Aug. 2019  |
| 109        | 11        | Gebrochene Versprechen                                               | Never Trust a Human                | Daniel Ife      | Bragi Schut                     | 27. Juli 2019 | 1. Sep. 2019   |
| 110        | 12        | Schlangen im Kloster                                                 | Under Siege                        | Shane Poettcker | Kevin Burke & Chris „Doc“ Wyatt | 27. Juli 2019 | 1. Sep. 2019   |
| 111        | 13        | Der Club der Entdecker                                               | The Explorer’s Club                | Wade Cross      | Kevin Burke & Chris „Doc“ Wyatt | 3. Aug. 2019  | 20. Okt. 2019  |
| 112        | 14        | Aspheeras Rache                                                      | Vengeance Is Mine!                 | Daniel Ife      | Bragi Schut                     | 3. Aug. 2019  | 20. Okt. 2019  |
| 113        | 15        | Meister Wus Entscheidung                                             | A Cold Goodbye                     | Shane Poettcker | Bragi Schut                     | 10. Aug. 2019 | 27. Okt. 2019  |
| 114        | 16        | Das Niemandsland                                                     | The Never Realm                    | Wade Cross      | Bragi Schut                     | 14. Dez. 2019 | 27. Okt. 2019  |
| 115        | 17        | Der Feuer-Macher                                                     | Fire Maker                         | Daniel Ife      | Bragi Schut                     | 14. Dez. 2019 | 3. Nov. 2019   |
| 116        | 18        | Ein geheimnisvoller Freund                                           | An Unlikely Ally                   | Shane Poettcker | Bragi Schut                     | 21. Dez. 2019 | 3. Nov. 2019   |
| 117        | 19        | Der schlimmste Ninja!                                                | The Absolute Worst                 | Wade Cross      | Bragi Schut                     | 21. Dez. 2019 | 10. Nov. 2019  |
| 118        | 20        | Nachricht von Zane                                                   | The Message                        | Daniel Ife      | Bragi Schut                     | 28. Dez. 2019 | 10. Nov. 2019  |
| 119        | 21        | Der Baum der Reisenden                                               | The Traveler’s Tree                | Shane Poettcker | Kevin Burke & Chris „Doc“ Wyatt | 28. Dez. 2019 | 17. Nov. 2019  |
| 120        | 22        | Krag, der sanfte Riese                                               | Krag’s Lament                      | Wade Cross      | Kevin Burke & Chris „Doc“ Wyatt | 4. Jan. 2020  | 17. Nov. 2019  |
| 121        | 23        | Das Geheimnis des Wolfes                                             | Secret of the Wolf                 | Daniel Ife      | Bragi Schut                     | 4. Jan. 2020  | 24. Nov. 2019  |
| 122        | 24        | Akitas Vergangenheit                                                 | The Last of the Formlings          | Daniel Ife      | Kevin Burke & Chris „Doc“ Wyatt | 11. Jan. 2020 | 24. Nov. 2019  |
| 123        | 25        | Mein Feind, mein Freund (Alternativ: Der Feind, mein Freund)         | My Enemy, my Friend                | Wade Cross      | Bragi Schut                     | 11. Jan. 2020 | 1. Dez. 2019   |
| 124        | 26        | Pixal gibt niemals auf!                                              | The Kaiju Protocol                 | Daniel Ife      | Kevin Burke & Chris „Doc“ Wyatt | 18. Jan. 2020 | 1. Dez. 2019   |
| 125        | 27        | Vex und der Eiskaiser                                                | Corruption                         | Shane Poettcker | Bragi Schut                     | 18. Jan. 2020 | 7. Dez. 2019   |
| 126        | 28        | Ein unerwarteter Freund                                              | A Fragile Hope                     | Wade Cross      | Matt „Chato“ Hill               | 25. Jan. 2020 | 7. Dez. 2019   |
| 127        | 29        | Gemeinsam gegen den Eiskaiser                                        | Once and for All                   | Shane Poettcker | Bragi Schut                     | 25. Jan. 2020 | 8. Dez. 2019   |
| 128        | 30        | Zanes Erwachen                                                       | Awakenings                         | Shane Poettcker | Bragi Schut                     | 1. Feb. 2020  | 8. Dez. 2019   |

## Rezeption
Dan Bradley von TheHDRoom kommentierte die Zweiteilung der Staffel, insbesondere im Hinblick auf die geteilte Struktur, die die Feuerschlangen und die Eissamurai (oder Eiskrieger) als die beiden Gruppen von Antagonisten präsentiert. Dieses geteilte Thema von Feuer und Eis wurde mit Game of Thrones und Das Lied von Eis und Feuer verglichen.